# Castianeira littoralis
Castianeira littoralis là một loài nhện trong họ Corinnidae.
Loài này thuộc chi Castianeira. Castianeira littoralis được Cândido Firmino de Mello-Leitão miêu tả năm 1926.